# Цифрове визначення продукту
Цифрове визначення продукту (англ. Model based definition, MBD, синонім DPD - digital product definition ) - практика використання 3D-цифрових даних (наприклад, твердотільних моделей і пов'язаних з ними метаданих) в рамках програмного забезпечення 3D CAD, що забезпечує надання специфікації для окремих компонентів і зібраних продуктів. Види інформації, що містяться в MBD включають в себе геометричні розміри і допуски, інженерні специфікації на рівні зборок, опис матеріалів на рівні деталей, інженерні конфігурації, дизайнерський задум і т.д. На відміну від MBD, інші методики припускають використання супровідних 2D - креслень, щоб описати подробиці.

## Стандартизація
У 2003 році був опублікований стандарт ASME Y14.41 - 2003 Digital Product Definition Data Practices (Практика використання цифрового визначення продукту). Стандарт передбачає використання деяких аспектів MBD, такі як геометричні розміри і допуски в твердотільній моделі. Інші стандарти, такі як ISO1101 : 2004 і AS9100 також використовують концепцію MBD.

## FormatWorks 2013
Випущено нову версію продукту FormatWorks 2013 з розширеною підтримкою концепції MBD для SolidWorks 2013.
У новому релізі представлений функціонал, що забезпечує додаткові можливості при роботі з цифровою моделлю виробу в рамках концепції MBD  для таких CAD-форматів, як CATIA V5, Creo/Pro-E, Siemens NX і STEP API 242. Плагін FormatWorks дозволяє отримувати PMI дані (Product Manufacturing Information) в SolidWorks без втрати зв'язку між геометричними елементами CAD - моделі та відповідними PMI об'єктами і даними в них.